# 伙伴倡自強
伙伴倡自強是香港民政事務總署於2006年起推行的社區協作計劃，目的是配合扶貧委員會有關地區為本的扶貧紓困工作。

## 目的
這計劃是推動可持續的地區扶貧工作，助人自助，特別是協助社會的弱勢社群自力更生。目的是提升可僱用人士的技能和就業能力，並為弱勢社群提供就業機會，讓他們能夠自我裝備和更有效地融入社區。

## 申請資格
申請者必須是香港非牟利機構，必須為：
- 法定機構或根據香港特別行政區法例(如《公司條例》(第32章)、《社團條例》(第151章)等法例)註冊的組織；及
- 根據《稅務條例》(第112章)第88條獲認可屬公共性質的慈善機構和信託團體。

## 資助額和資助期
每項計劃最多可獲得300萬港元的資助，資助期不多於三年。

## 現時資助情況
香港現時有300多間社會企業，其中透過這項計劃提供種子基金而成立的，約有110家，產品服務多元化，包括餐飲零售、環保回收、個人服務、家居裝修、長者照顧、旅遊娛樂、美術設計等，並造就了1800個就業機會。

## 例子
影視紅星曾志偉和戚美珍透過香港影視明星體育協會慈善基金向這項計劃提出申請，開設社會企業素食餐廳，並得到《社聯－滙豐社會企業商務中心》的協助。在2010年10月，便成功在灣仔成立香港第一家社會企業素食餐廳《樂農》。該餐廳並透過慈善機構「龍耳」聘請聾人，以配合這計劃要求提供就業機會給弱勢社群。

## 外部連結
- 民政事務總署《伙伴倡自強》官方網頁（页面存档备份，存于）